# Rosette Wolczak
Rosette „Róża” Wolczak (ur. 19 marca 1928 w Paryżu, zm. 23 listopada 1943 w KL Auschwitz) – żydowska nastolatka - ofiara Zagłady. Urodzona we Francji, przybyła do Genewy w 1943 r. jako uchodźczyni. Została wydalona z kraju przez władze szwajcarskie za „nieprzyzwoite zachowanie”. Wysłano ją do obozu koncentracyjnego Auschwitz, gdzie została zagazowana tuż po przybyciu w listopadzie 1943 r.

## Wczesne lata
Była córką Feliksa Wolczaka i Zlaty Welner, żydowskiego małżeństwa pochodzącego z Łodzi. Feliks Wolczak wyemigrował z Polski z powodu antysemityzmu i ubóstwa. Poślubił Zlatę Welner w październiku 1925 r. Róża urodziła się w 1928 r. w Paryżu, a kilka lat później jej brat, Nathan. Mieszkali na Rue-du-Pont-aux-Choux nr 19 w 3. dzielnicy Paryża. Ojciec Rosette był zaangażowany w związki zawodowe pracowników i żydowską partię polityczną.
Rosette przyjęła obywatelstwo francuskie w 1933 roku. Uczęszczała do szkół w Paryżu: najpierw do szkoły podstawowej dla dziewcząt przy Rue Debelleyme, następnie do placówki przy rue de Montmorency niedaleko Le Marais, gdzie wówczas mieszkało dużo Żydów. W 1941 r. rodzina wyjechała z Paryża do Lyonu, z powodu ograniczeń wymierzonych w społeczność żydowską, w szczególności obowiązku rejestracji każdego Żyda. Rodzina nie wywiązała się z tego obowiązku i nie pojawiła się na posterunku policji przy ulicy Saint Ours; zamiast tego uciekli w kierunku Lyonu.
Rodzice Rosette postanowili wysłać ją do jednego z jej kuzynów, który mieszkał w Genewie. Podczas II wojny światowej Genewa była miastem tranzytowym dla 42 procent nowych uchodźców, którzy szukali schronienia w Szwajcarii. Władze dążyły natomiast do ograniczenia tej sytuacji. W dniu 13 sierpnia 1942 r. Szwajcarska Rada Związkowa postanowiła, że osoby uciekające z przyczyn rasowych nie mogą być uważane za uchodźców politycznych. Jednak dzieci poniżej 16 roku życia i bez opieki, nie mogły zostać zawrócone na granicy. W tym czasie Rosette miała ukończone 15 lat. Prawdopodobnie przedostała się przez granicę z pomocą Syjonistycznego Ruchu Młodzieżowego z przemytniczką o imieniu Bella Wending, która przygotowała nastolatce fałszywe dokumenty. Ojciec Rosette również w przeszłości brał udział w transporcie żydowskich dzieci i znał sieć przemytników. W tym czasie działały trzy główne sieci próbujące przemycać uchodźców na granicy francusko-szwajcarskiej w pobliżu Genewy. Około 1100 dzieci przekroczyło granicę między lutym 1943 r. a lipcem 1944 r.

## Przyjazd do Genewy

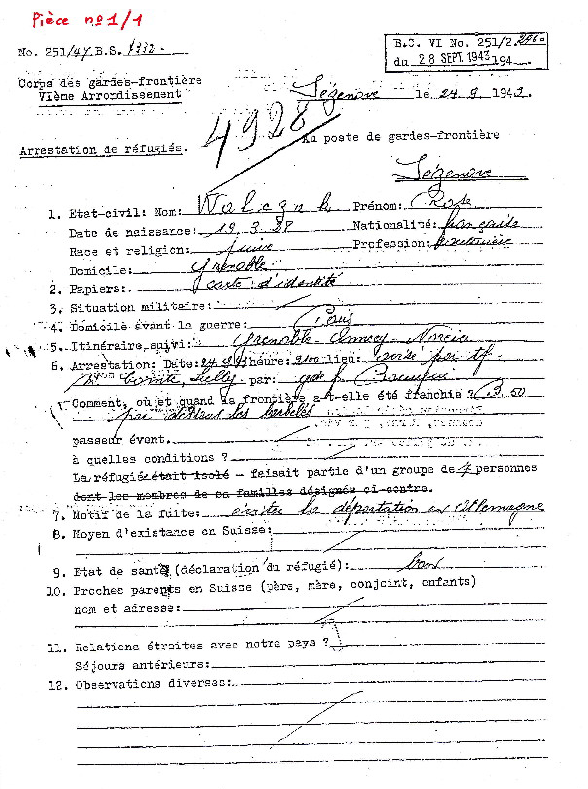
Raport z aresztowania Rosette Wolczak na granicy szwajcarskiej w 1943 r.

Rosette Wolczak najpierw była w Grenoble, następnie przedostała się do Annecy, skąd wyjechała 24 września 1943 r. Przyjechała autokarem do wioski w wolnej strefie, Saint-Julien-en-Genevois w Górnej Sabaudii. Stamtąd przemytnik zabrał grupę do przejścia z drutu kolczastego między wioskami Soral i Certoux.
Rosette została aresztowana przez szwajcarskiego strażnika granicznego, który napisał raport z aresztowania w Sézenove. Róża została zabrana na komisariat policji w Bernex, a następnie przeniesiona do centrum Cropettes w Genewie, bez możliwości skontaktowania się z kuzynem, C. Neufeldem zamieszkałym przy ulicy Gaspard Valette nr 10 w tym mieście. Podała ten adres w oświadczeniu złożonym władzom odpowiedzialnym za rozpatrzenie jej wniosku 27 września 1943 r.
Centrum Cropette mieściło się w szkole podstawowej, która służyła jako ośrodek schronienia dla uchodźców przybywających do Szwajcarii podczas II wojny światowej. Archiwa kantonu zawierają informacje o 2526 osób, które tam zarejestrowano, w tym 1622 Żydów. Spośród nich 80 zostało wydalonych, a 17 deportowanych do niemieckich obozów koncentracyjnych.
Róża, jako nieletnia po przybyciu do Genewy, otrzymała tymczasowe zezwolenie na pobyt w Szwajcarii. Została wysłana do obozu przejściowego w Plantaporrêts, gdzie musiała czekać, aby przejść pod nadzór federalnego departamentu sprawiedliwości i policji. Musiała też przekazać władzom 30 franków i przestrzegać ścisłych zasad.

## Deportacja do Auschwitz
Rozeta została przyłapana w internacie, gdy leżała na słomie z młodym francuskim żołnierzem, który uciekł z Niemiec. Szwajcarski żołnierz, który ich znalazł, sporządził raport, według którego podczas przesłuchania Rosette ujawniła, że była molestowana przez innego mężczyznę. Wskazany człowiek zeznał następnie, że Rosette utrzymywała stosunki seksualne z czterema strażnikami wojskowymi podczas obchodów żydowskiego Nowego Roku Rosz Haszana. Dziewczyna została aresztowana za nieprzyzwoite zachowanie i wysłana do więzienia Saint Antoine.

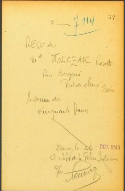
Pokwitowanie wręczone Rosette Wolczak przez władze obozu w Drancy

13 października 1943 pułkownik Chenevière wydał rozkaz wydalenia Rosette Wolczak na granicy, a pierwszy porucznik Daniel Odier napisał notatkę z żądaniem wykonania wyroku tak szybko, jak to możliwe, aby „dać przykład”. Rosette została ostatecznie odesłana z powodu naruszenia dyscypliny 16 października 1943 r. Władze zwróciły jej 30 franków i z tą kwotą przekroczyła granicę w Moulin de la Grave razem z trójką innych uchodźców. Została aresztowana 19 października 1943 r. i wysłana przez niemiecką straż graniczną do hotelu Pax w Annemasse. Stamtąd została przeniesiona do obozu dla internowanych Drancy – dotarła tam 26 października 1943 r. Otrzymała numer 7114 i musiała oddać 50 franków, które w tamtym momencie posiadała.
Została deportowana do Auschwitz 20 listopada 1943 r. w konwoju numer 62. Po zwołaniu wszystkich deportowanych o 5:30 rano, konwój opuścił stację Bobigny o 11:50, zabierając 1200 osób, w tym 640 mężczyzn, 560 kobiet i 164 dzieci poniżej osiemnastego roku życia.
Wolczak jechała w tym samym konwoju, co Nicole Alexandre, którą Françoise Verny upamiętnia w książce Serons-nous vivantes le 2 janvier 1950? [pol. „Czy będziemy żyli 2 stycznia 1950 roku?”]. Dziewiętnastu młodych Żydów uciekło z pociągu, skacząc na tory, w tym przyszły Conseiller d'état (konsul stanu), Jean Cahen-Salvador.
Nastolatka dotarła do Auschwitz 23 listopada 1943 r. Według zeznań deportowanych, osoby starsze i dzieci poniżej 16 roku życia były na ogół zagazowane po przyjeździe, ponieważ uważano je za niezdolne do pracy. Rosette została zagazowana na śmierć w tym samym dniu, w którym przyjechał konwój.

## Losy rodziny
Rodzice Rosette Wolczak zostali poinformowani o przybyciu córki do Szwajcarii 18 października 1943 r. W tamtym czasie rodzina opuściła Pont-de-Claix po przejęciu regionu przez Niemców. Osiedlili się w Villette-d’Anthon i pozostali tam do końca wojny, chronieni przez mieszkańców.
Wolczakowie powrócili do Paryża po wyzwoleniu Francji i zaczęli szukać swojej córki. Wysłali list do Comité Suisse de recherche des enfants sans adresse, organizacji poszukującej dzieci-uchodźców w Szwajcarii, ale nie otrzymali żadnej odpowiedzi. W dniu 18 lipca 1945 r. brat Rosette, Nathan, który skontaktował się z francusko-żydowską organizacją społeczną na rzecz opieki nad dziećmi – OSE (Œuvre de secours aux enfants) w Genewie, otrzymał list informujący go o śmierci siostry. W 1952 roku rodzina opuściła Francję i zamieszkała w Izraelu.

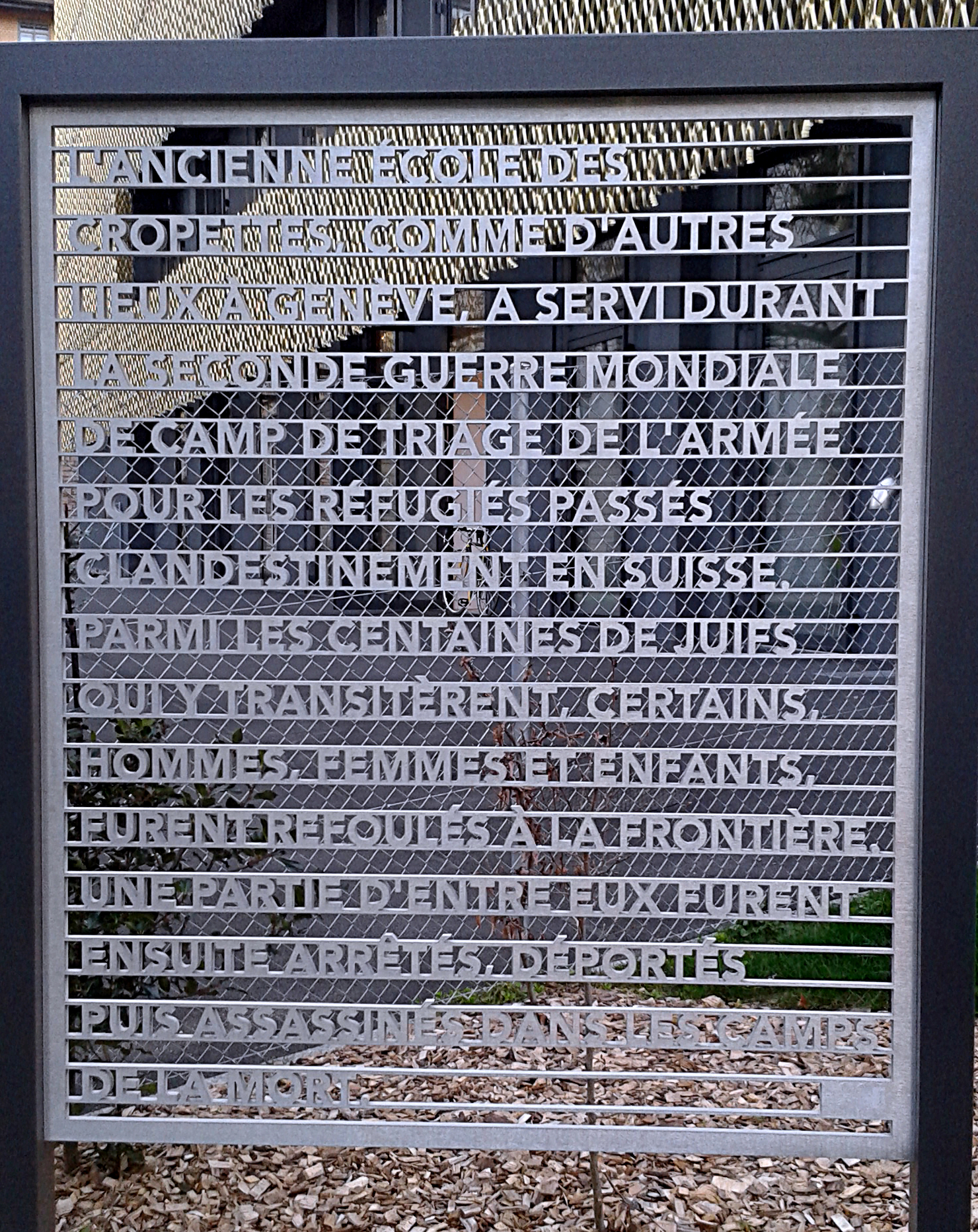
Tablica upamiętniająca uchodźców przebywających w szkole Cropettes

W 2000 r. brat Rosette otrzymał z archiwów kantonalnych kopię dokumentacji dotyczącej siostry. Akta administracyjne znajdują się w kantonalnych archiwach Genewy wśród akt ponad 20 000 osób aresztowanych przez szwajcarską policję między 1942 r. a końcem wojny. Numer akt Rosette to CH.AEG Justice et police. Ef / 2-041-No4928, teczka liczy 30 stron.

## Upamiętnienie
W 2007 po wykonaniu spisu żydowskich dzieci deportowanych podczas II wojny światowej, w szkole, do której uczęszczała Rosette w 3. dzielnicy, odsłonięto pomnik.
W 2012 Michel Beretti otrzymał od organizacji Fondation pour la Mémoire de la Shoah fundusze na adaptację teatralną historii Rosette. Jego prace są zarchiwizowane i opatrzone notatką „projekt 4928”, co jest odniesieniem do liczby akt administracyjnych Rosette w archiwach kantonalnych w Genewie.
W środę 27 stycznia 2016 odsłonięto pomnik żydowskich ofiar Holocaustu obok szkoły podstawowej Cropettes w Genewie. Inicjatywa ta powstała w związku z publikacją książki szwajcarskiego dziennikarza Claude’a Torracinta, przywołującego historię Rosette Wolczak.